# ابوالحسن علی‌الاعلی
سید ابوالحسن اصفهانی معروف به ابوالحسن علی‌الاعلی شاعر و صوفی سده هشتم هجری است.
او از نویسندگان و عارفان بزرگ بود و کتاب‌های بشارت‌نامه، توحید‌نامه، قیامت‌نامه و محشر‌نامه را نوشته‌است.

## زندگی‌نامه
ابوالحسن علی‌الاعلی (زاده ۷۵۴ ه‍.ق) دستگرد، اصفهان بود. علی‌الاعلی در نوزده سالگی در سال ۷۷۳ به خدمت فضل‌الله حروفی رسید و دیری نگذشت که با دختر وی ازدواج کرد و بعد از کشته شدن فضل‌الله حروفی، جانشین او شد.
ابوالحسن علی‌الاعلی پس از قتل حروفی به آناتولی گریخت و در آنجا به خانقاه بکتاشیان وارد شد و عقاید حروفی را به مذهب بکتاشیان وارد کرد.
ابوالحسن علی‌الاعلی در سال ۸۲۲ به قتل رسید.

## نمونه شعر
| ای بهشت جاودانم روی تو  |  | با محبت عرش نامه روی تو |
| تا بخوانم روضهٔ باکوی تو |  | می‌رسد از نامهٔ نو بوی تو |